# La Pensée libre
La Pensée libre es una revista francesa editada por un parte de la redacción de la revista La Pensée. Este grupo de personas, que se ha venido ampliando, se interesa por la renovación de la mentalidad crítica frente a la globalización y otros aspectos políticos, económicos, sociales y culturales, entre los la cuestión de la guerra contra el terrorismo y la definición misma de dicha noción, el destino económico y político de países asociados al antiguo bloque soviético, la instrumentalización que ciertos sectores hacen de la noción de antisemitismo, la interpretación (o reinterpretación) de ciertas ideas filosóficas que en la actualidad hacen ciertos sectores o grupos políticvos, etc. 
La publicación en lengua francesa, que circula desde enero de 2005, es consultable en el sitio de la red Voltaire.
- Datos: Q3211462